# 崔陞 (明朝)
崔陞（1440年—1526年），字廷進，號南郭，本樂安縣人，因父官所在，落籍河南彰德府安陽縣。明朝政治人物。成化己丑進士，官至四川參政。

## 生平
成化元年（1465年）乙酉科河南鄉試舉人。成化五年（1469年），登己丑科進士，授工部都水司主事，改兵部武選司主事，擢職方司員外郎。
孝宗即位，外任陝西延安府知府，遷四川參政。其為官廉潔，致仕后家居三十年，卒年八十八歲。

## 家族
曾祖崔大、祖父崔彥和、父崔剛，曾任庫大使。
子崔銑，歷官南京國子監祭酒。